# Dieudonné Watio
Dieudonné Watio (* 18. März 1946 in Mbouda, Département Bamboutos, Region Ouest) ist ein kamerunischer Geistlicher und emeritierter römisch-katholischer Bischof von Bafoussam.

## Leben
Dieudonné Watio empfing am 5. Juli 1975 die Priesterweihe. 
Papst Johannes Paul II. ernannte ihn am 1. April 1995 zum Bischof von Nkongsamba. Die Bischofsweihe spendete ihm der Apostolische Pro-Nuntius in Gabun, Kamerun und Äquatorialguinea, Santos Abril y Castelló, am 10. Juni desselben Jahres; Mitkonsekratoren waren Paul Mbiybe Verdzekov, Erzbischof von Bamenda, und André Wouking, Bischof von Bafoussam.
Am 5. März 2011 wurde er zum Bischof von Bafoussam ernannt und am 14. Mai desselben Jahres in das Amt eingeführt. Papst Franziskus nahm am 19. März 2021 das von Dieudonné Watio aus Altersgründen vorgebrachte Rücktrittsgesuch an.